# Nobatia

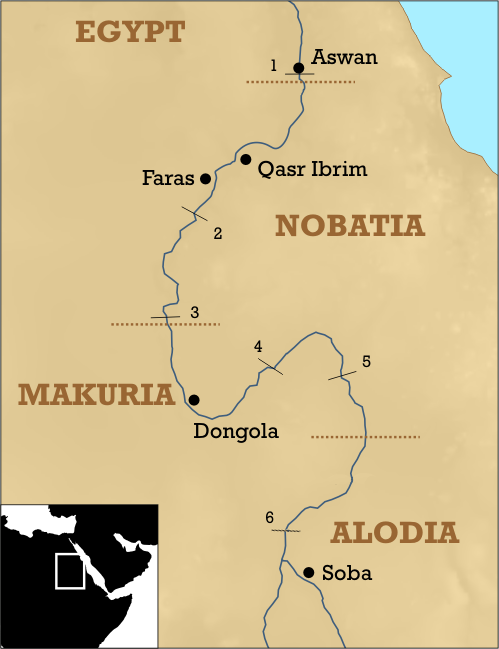
Nubië tijdens de vroege christelijke periode

Nobatia of Nobadia (Grieks: Νοβαδἰα, Nobadia; Oud-Nubisch: Ⲛⲟⲩⲃⲁⲇⲓⲁ, Noubadia) was een christelijke koninkrijk in Neder-Nubië en later een deel van het koninkrijk Makuria. In Arabische bronnen wordt het gebied al-Maris genoemd. Het vroege Nobatia is waarschijnlijk dezelfde beschaving die bij archeologen bekend is als de Ballanacultuur. Graven van de koningen van Nobatia zijn gevonden bij Qustul en Ballana. 
Nobatia werd gesticht door de Nobatae, die vanuit de Westelijke Oases van de Libische Woestijn door de Romeinse keizer Diocletianus in AD 297 waren uitgenodigd de Blemmyes te helpen verslaan. Dit waren nomaden uit de Oostelijke Woestijn, die gebruikmakend van het machtsvacuum na de val van Meroë en de desintegratie van het rijk van Koesj, hun macht in Neder-Nubië uitbreidden.
Uiteindelijk waren de Nobatae succesvol, en een inscriptie van Silko, koning van de Nobatae, beweert dat de Blemmyes tot in de Oostelijke Woestijn verdreven zijn. Rond deze tijd werd Pachoras (het huidige Faras) hoofdstad van Nobatië. Kort daarna werd Nobatia bekeerd tot het oriëntaals-orthodoxe christendom.
Ergens voor het jaar 701 was Nobatia door zijn zuidelijke buurland Makuria ingelijfd. De omstandigheden hiervan zijn onbekend. Het heeft waarschijnlijk al plaatsgevonden vóór de islamitische invasie van 652, omdat Arabische bronnen slechts één christelijke staat in Nubië noemen die minstens tot aan Dongola reikte. Nobatia lijkt binnen de nieuwe staat een zekere autonomie te hebben behouden. Het werd geregeerd door een eparchos van Nobatia. Deze werden oorspronkelijk benoemd, maar lijken in de latere periode dynastiek te worden. Bij Qasr Ibrim zijn enige van hun geschriften gevonden, welke een persoon met aanzienlijke macht tonen. Sommige Arabische schrijvers verwijzen naar de nieuwe staat als "Makuria en Nobatia", hetgeen een dubbele monarchie zou kunnen betekenen voor ten minste een aantal periodes.
Nobatia was het deel van Nubië dat het dichtst bij Egypte lag, en stond daarom het meest onder de druk van arabisering en islamisering. Na verloop van tijd bekeerde de meerderheid zich tot de islam en trouwde in Arabische clans zoals de Banu Kanz. Een deel bleef onafhankelijk als het christelijke koninkrijk Dotawo tot zijn verovering door het sultanaat Sennar in 1504.